# Willem de Dous
Willem de Dous (18e eeuw) was een Nederlandstalig dichter uit Frans-Vlaanderen. Van hem verscheen in 1718 de dichtbundel Den geestelijke Helicon. De volledige titel en ondertitel luidt Den geestelyken helicon, of christelyke bemerkingen op alle de evangelien der zondaegen van het geheel iaer. Niet alleenlyk zeer nuttig, ende voordeelig, voor alle verkondigers van het woordt Godt's; maer ook zeer vermaekelyk voor alle minnaers van de godtvruchtigheidt, ende liefhebbers van de reden-konst. De bundel valt in de rederijkerstraditie, die in Frans-Vlaanderen lange tijd bleef worden voortgezet. Het werk werd uitgegeven door Dominicus Fertel in Sint-Omaars.